# مونكالفو
مونكالفو (بالإيطالية: Moncalvo)‏ هي بلدة وبلدية في مقاطعة أستي في إقليم بييمونتي في جنوب إيطاليا.

## السكان
في سنة 1861 بلغ عدد السكان 4٬608 نسمة، وتطور العدد ليصل في سنة 2011 لـ 3٬184 نسمة.
يظهر هذا المخطط البياني تطور النمو السكاني لـ مونكالفو